# Dmîtrivka, Djankoi
Dmîtrivka (în ucraineană Дмитрівка) este un sat în comuna Izumrudnivskîi din raionul Djankoi, Republica Autonomă Crimeea, Ucraina.

## Demografie
Componența lingvistică a localității Dmîtrivka
     Rusă (65,14%)
     Ucraineană (14,37%)
     Tătară crimeeană (12,54%)
     Alte limbi (0,15%)
Conform recensământului din 2001, majoritatea populației localității Dmîtrivka era vorbitoare de rusă (65,14%), existând în minoritate și vorbitori de ucraineană (14,37%) și tătară crimeeană (12,54%).